# John Laing
John Laing és un director i productor de cinema i televisió de Nova Zelanda.

## Primers anys i carrera
Laing va néixer a Dunedin. Laiang va fer el seu principal debut com a director amb la pel·lícula Beyond Reasonable Doubt (1980). Va dirigir una sèrie d'altres pel·lícules, com ara Abandoned (2015) abans de començar una carrera a la televisió, dirigint episodis de la sèrie canadenca The Hitchhiker. Els seus altres crèdits televisius inclouen The Ray Bradbury Theatre, Mysterious Island, Hercules: The Legendary Journeys, Xena: Warrior Princess, Jack of All Trades, Cleopatra 2525, Power Rangers SPD, Power Rangers Mystic Force, Orange Roughies, Nothing Trivial, Power Rangers Megaforce , Duggan i la pel·lícula de televisió Wendy Wu: Homecoming Warrior (2006) protagonitzada per Brenda Song.
La seva pel·lícula Absent Without Leave es va presentar al 18è Festival Internacional de Cinema de Moscou. Per la seva pel·lícula La tribu perduda va rebre el Premi del Jurat Internacional de la Crítica al XVI Festival Internacional de Cinema Fantàstic de Sitges.

## Filmografia

### Pel·lícula
| Títol                      | Any  | Acreditat com | Acreditat com | Acreditat com | Notes        |
| Títol                      | Any  | Director      | Productor     | Guionista     | Notes        |
| -------------------------- | ---- | ------------- | ------------- | ------------- | ------------ |
| The Rubber Gun             | 1977 | No            | No            | Sí            | També editor |
| Beyond Reasonable Doubt    | 1980 | Sí            | No            | No            |              |
| Race for the Yankee Zephyr | 1981 | No            | No            | No            | Editor       |
| La tribu perduda           | 1983 | Sí            | Sí            | Sí            |              |
| Other Halves               | 1984 | Sí            | No            | No            |              |
| Dangerous Orphans          | 1986 | Sí            | No            | No            |              |
| Absent Without Leave       | 1992 | Sí            | No            | No            |              |
| The Shirt                  | 2000 | Sí            | No            | No            | Fotografia   |
| No One Can Hear You        | 2001 | Sí            | No            | Sí            |              |
| A War Story                | 2018 | Sí            | No            | No            |              |

### Televisió
Els números dels crèdits de direcció fan referència al nombre d'episodis.
| Títol                                   | Any       | Acreditat com | Cadena          | Notes                  |
| Títol                                   | Any       | Director      | Cadena          | Notes                  |
| --------------------------------------- | --------- | ------------- | --------------- | ---------------------- |
| Inside Straight                         | 1984      | Sí (2)        | Television One  |                        |
| Roche                                   | 1985      | Sí (2)        | Television One  |                        |
| The Hitchhiker                          | 1987–89   | Sí (4)        | HBO USA Network |                        |
| The Ray Bradbury Theater                | 1990–92   | Sí (5)        | USA Network     |                        |
| Marlin Bay                              | 1994      | Sí (1)        | TV One          |                        |
| Cody: Bad Love                          | 1994      | Sí            | Seven Network   | Telefilm               |
| Cover Story                             | 1995–96   | Sí (5)        | TV3             |                        |
| Plainclothes                            | 1995      | Sí (2)        | TV One          |                        |
| Singapore Sling: Road to Mandalay       | 1995      | Sí            | Nine Network    | Telefilm               |
| Mysterious Island                       | 1995      | Sí (3)        | Family Channel  |                        |
| Hercules: The Legendary Journeys        | 1998–99   | Sí (4)        | Syndication     |                        |
| Xena: Warrior Princess                  | 1998–2001 | Sí (3)        | Syndication     |                        |
| The Adventures of Swiss Family Robinson | 1998      | Sí (15)       | Pax TV          |                        |
| Tiger Country                           | 1998      | Sí            | TV3             | Telefilm               |
| Greenstone                              | 1999      | Sí (2)        | TV One          |                        |
| Duggan                                  | 1999      | Sí (2)        | TV One          |                        |
| Jackson's Wharf                         | 1999      | Sí (8)        | TV2             |                        |
| Jack of All Trades                      | 2000      | Sí (2)        | Syndication     |                        |
| Street Legal                            | 2000–01   | Sí (5)        | TV2             |                        |
| Cleopatra 2525                          | 2000      | Sí (2)        | Syndication     |                        |
| Power Rangers S.P.D.                    | 2005      | Sí (8)        | Toon Disney     |                        |
| Power Rangers Mystic Force              | 2006      | Sí (3)        | Toon Disney     |                        |
| Orange Roughies                         | 2006      | Sí (4)        | TV One          |                        |
| Wendy Wu: Homecoming Warrior            | 2006      | Sí            | Disney Channel  | Telefilm               |
| Go Girls                                | 2011–13   | Sí (12)       | TV2             |                        |
| Nothing Trivial                         | 2011–13   | Sí (6)        | TV One          |                        |
| Safe House                              | 2012      | Sí            | TV One          | Telefilm               |
| The Blue Rose                           | 2013      | Sí (2)        | TV3             |                        |
| Power Rangers Megaforce                 | 2013      | Sí (5)        | Nickelodeon     |                        |
| Step Dave                               | 2014      | Sí (2)        | TV2             |                        |
| Venus and Mars                          | 2015      | Sí            | TV One          | Telefilm Also producer |
| Abandoned                               | 2015      | Sí            | TV One          | Telefilm               |
| Dear Murderer                           | 2017      | Sí (2)        | TVNZ 1          |                        |

#### Productor només
| Títol              | Any     | Canal  | Notes          |
| ------------------ | ------- | ------ | -------------- |
| Mercy Peak         | 2001–04 | TV One |                |
| Outrageous Fortune | 2006–10 | TV3    | Temporades 2–6 |
| Westside           | 2015    | Three  | Temporada 1    |